# Empordanesa
Empordanesa ist eine alte katalanische Hühner-Landrasse, die um 1920 in der Region Empordà entdeckt wurde. Die Rasse wurde danach durch die Landwirtschaftsschule Barcelona weitergezüchtet. 1999 wurde die Rasse auch in Deutschland zugelassen.
Der Hahn wiegt etwa 2,4 bis 3 kg, die Henne ist etwas leichter und wiegt 1,7 bis 2,3 kg. Das Mindestgewicht für BrutEier der Rasse beträgt 60 g. Die Eier haben eine Farbe von einem sehr dunklen Rotbraun, manchmal auch mit einem bläulichen Schimmer. Die Henne legt etwa 190 Eier pro Jahr, was einer guten Legeleistung entspricht. 
Das Huhn bewegt sich in stolzer, aufrechter Haltung und besitzt einen schönen Kamm.